# Crocomela erectistria
Crocomela erectistria là một loài bướm đêm thuộc phân họ Arctiinae, họ Erebidae.